# Galan-Čož
Galan-Čož (též Galančož, čečensky Галайн-ЧIаж, rusky Галанчож) je bývalé administrativní středisko okresu Galan-Čož v jihovýchodní části Čečenska. Nachází se poblíž jezera Galan-Čož v severovýchodní oblasti Velkého Kavkazu.

## Původ názvu
Jméno obce a jezera se někdy odvozuje od perského slova gal - býk. S tím souvisí i místní pověst, v níž se vypráví, že kdysi dávno se na zdejších horských loukách pásl mohutný býk. Horalé, když ho spatřili, chtěli využít jeho sílu a zapřáhli jej do pluhu. Býkovi se to ovšem nelíbilo, rozběhl se, vyoral obrovskou brázdu a pak si lehl. Jak odpočíval, stékal z něj pot, a tak vzniklo jezero Galan-Čož (rusky Галанчож, čečensky Галайн-Іам).

## Historie
Obec Galan-Čož byla jedním z center velkého povstání, které propuklo v roce 1929 proti vládě bolševiků v horských oblastech Čečenska.
Během další vlny odporu, po očištění horských oblastí od bolševiků, se v roce 1940 v Galan-Čoži konal sjezd zástupců místních ozbrojených sil, kterým byla ustanovena Prozatímní vláda Čečenska-Ingušska pod vedením Chasana Izrailova.
V roce 1942 sovětské letectvo dvakrát provedlo rozsáhlé bombardování horských oblastí Čečenska, během kterého byly postiženy zejména obce (auly) Šatoj, Itum-Kali a Galan-Čož.[zdroj?]
Obec byla zlikvidována během násilné deportace Čečenců a Ingušů v únoru roku 1944.[zdroj?] Po roce 1956 byl původním obyvatelům Čečenska sice povolen návrat do vlasti, ti se však nesměli usídlit ve svých někdejších horských domovech.[zdroj?]

## Obnovení okresu
Okres Galan-Čož se stejnojmenným správním střediskem byl oficiálně obnoven až 18. října 2012 usnesením 179. plenárního zasedání Parlamentu Čečenské republiky.

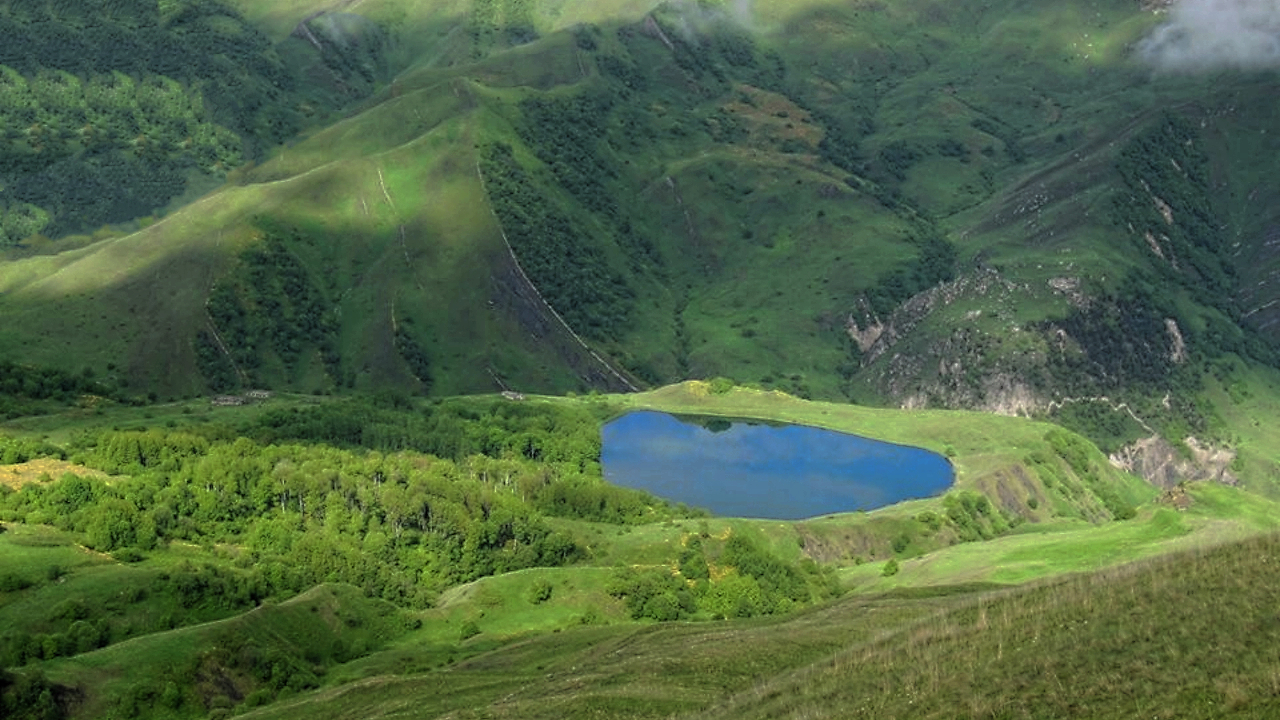
Jezero Galajn-Am (1533 m n. m.)

Již v roce 2010 byla ustanovena vládní komise pro vybudování silnice z obce Gechi přes Rechi k jezeru Galajn-Am a do Galan-Čože. Přípravné práce na stavbě byly zahájeny 1. srpna 2010, trasa nové cesty do hor byla plánována v délce 60 - 65 kilometrů.

## Památky
Na seznamu kulturního dědictví národů Ruské federace jsou pod evidenčními čísly 2000000173 - 175 v obci Galan-Čož registrovány tři položky: objekty vesnické zástavby, obytná věž a obranná věž. Za duchovní centrum této oblasti považovali zdejší obyvatelé aul Akcha-bassa.